# Tetralophozia
Tetralophozia là một chi rêu trong họ Anastrophyllaceae.